# Xã Tuscarora, Quận Pierce, Bắc Dakota
Xã Tuscarora (tiếng Anh: Tuscarora Township) là một xã thuộc quận Pierce, tiểu bang Bắc Dakota, Hoa Kỳ. Năm 2010, dân số của xã này là 62 người.